# Гора (Петриња)
Гора је насељено место у саставу града Петриње, у Банији, Република Хрватска.

## Историја
Гора се од распада Југославије до августа 1995. године налазила у Републици Српској Крајини.

## Становништво
На попису становништва 2011. године, Гора је имала 264 становника.

## Попис 1991.
На попису становништва 1991. године, насељено место Гора је имало 454 становника, следећег националног састава:
| Попис 1991.‍  | Попис 1991.‍  | Попис 1991.‍ | Попис 1991.‍ | Попис 1991.‍ |
| ------------ | ------------ | ----------- | ----------- | ----------- |
|              |              |             |             |             |
| Хрвати       | Хрвати       |             | 436         | 96,03%      |
| Срби         | Срби         |             | 8           | 1,76%       |
| Југословени  | Југословени  |             | 3           | 0,66%       |
| Муслимани    | Муслимани    |             | 2           | 0,44%       |
| неопредељени | неопредељени |             | 2           | 0,44%       |
| непознато    | непознато    |             | 3           | 0,66%       |
| укупно: 454  |              |             |             |             |